# Giorgio Sommer

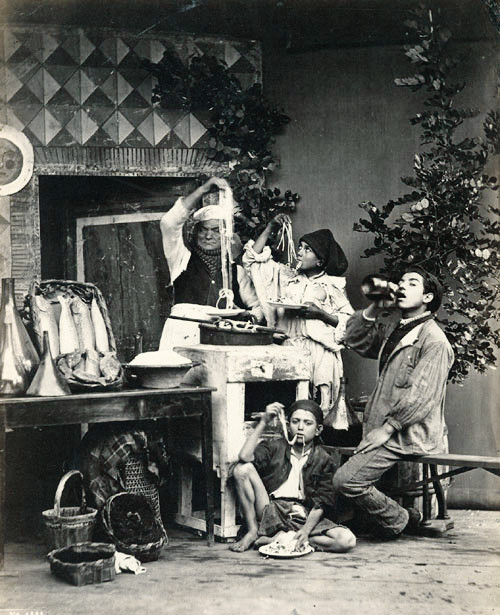
Giorgio Sommer: Pojídači špaget

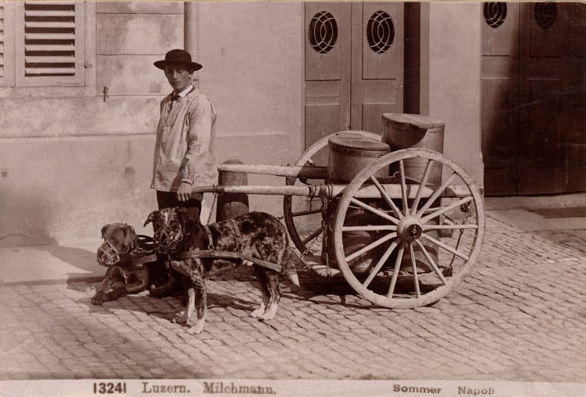
Mlékař, Luzern

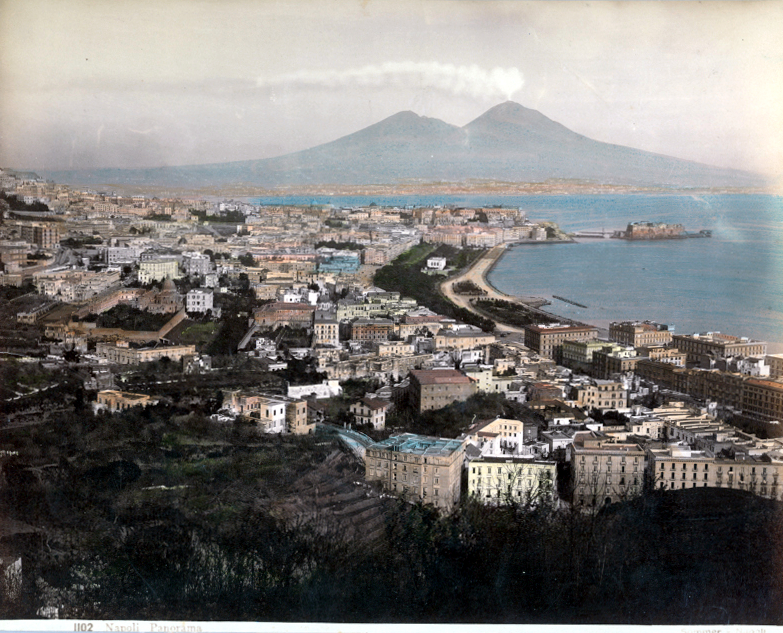
Neapol, kolorováno

Giorgio Sommer (2. září 1834 Frankfurt nad Mohanem, Německo – 7. srpna 1914) byl italský fotograf původem z Německa. Stal se jedním z nejvýznamnějších a nejplodnějších evropských fotografů 19. století. Aktivní byl v letech 1857–1888, během nichž vyprodukoval tisíce snímků archeologických vykopávek, krajin, portrétů a uměleckých předmětů. Spolu s fotografem Edmundem Behlesem (1841–1924) vlastnili fotografické studio Sommer and Behles. Řadí se mezi významné fotografy druhé poloviny 19. století jako například Luigi Sacchi, Calvert Richard Jones, Firmin Eugène Le Dien, Gustave Le Gray, George Wilson Bridges nebo Giuseppe Incorpora.

## Život a dílo
Narodil se v roce 1834 ve Frankfurtu nad Mohanem. Po studiu obchodu ve Frankfurtu si Sommer otevřel svůj první ateliér a během této doby působil ve Švýcarsku, kde fotografoval hory pro švýcarskou vládu. V roce 1856 přestěhoval podnikání do Neapole a později (1866) vytvořil partnerství s kolegou, německým fotografem Edmundem Behlesem (1841–1924) (také známým jako Edmondo Behles). Spolu provozovali fotografické studio Sommer and Behles, které se nacházelo v Římě na Mario di Fiori č.p. 28 a pobočku mělo v Neapoli na Monte di Dio č.p. 4. Provozováním jejich neapolského a římského studia se stal jedním z největších a nejplodnějších fotografů v Itálii.
Jeho studia v Neapoli byla na adresách:
- Strada de Chiaia 168
- Via Monte di Dio čp. 4 a čp. 8
- Piazza della Vittoria

Sommerův katalog obsahuje fotografie z Vatikánského muzea, National Archeological Museum at Naples, románské zříceniny v Pompejích, stejně jako ulice a architektonické scény z Neapole, Florencie, Říma, Capri nebo Sicílie. Při cestách využil příležitost vytvořit působivý a trvalý obraz zemí, lidí a událostí, které byly neznámé a vzdálené většině lidí v Evropě. Za pozornost stojí Sommerovo obsáhlé fotografické album Dintorni di Napoli, které obsahuje více než sto snímků každodenních výjevů z Neapole. V dubnu 1872 zaznamenal velké erupce Vesuvu v sérii ohromujících fotografií.
Sommer a Behles se zúčastnili mnoha výstav a získali řadu ocenění a cen za svou práci (Světová výstava 1862 Londýn, Světová výstava 1867 v Paříži, Světová výstava 1873 ve Vídni a v Norimberku 1885). Sommer byl jmenován oficiálním fotografem Viktora Emanuela II. – prvního krále sjednocené Itálie. Autorství děl je obecně připisováno společně Behlesovi i Sommerovi.
Sommer se zapojil do všech možných aspektů fotografického podnikání. Vydával své vlastní fotografie, které prodával ve svých studiích a zákazníkům v celé Evropě. V pozdějších letech fotografoval vlastní obrazy pro knižní ilustrace, tiskl svá vlastní alba a pohlednice. Sommer pracoval ve všech populárních formátech své doby: carte de visite, stereopohlednice a velké pohlednice na albuminovém papíře (přibližně 20×25 cm), které byly prodávány individuálně a ve vázaných albech.
Partnerství s Behlesem skončilo v roce 1874, poté každý fotograf pokračoval ve svém vlastním podnikání. V Neapoli Sommer otevřel celkem čtyři další studia: na č.p. 4 a č.p. 8 Monte di Dio, č.p. 5 Magazzino S. Caterina a poslední na náměstí Piazza della Vittoria.
Giorgio Sommer a Roberto Rive začali systematicky sepisovat památky a dokumenty každodenního života a ty sjednotili v úžasné kolekci, která poskytovala informace o Kampánii a Sicílii.
Giorgio Sommer zemřel v Neapoli v roce 1914.

## Galerie

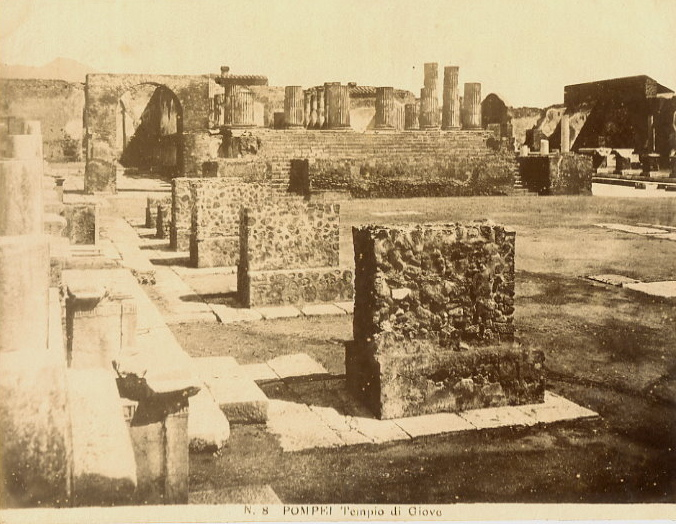
Pompeje, Tempio di Giove
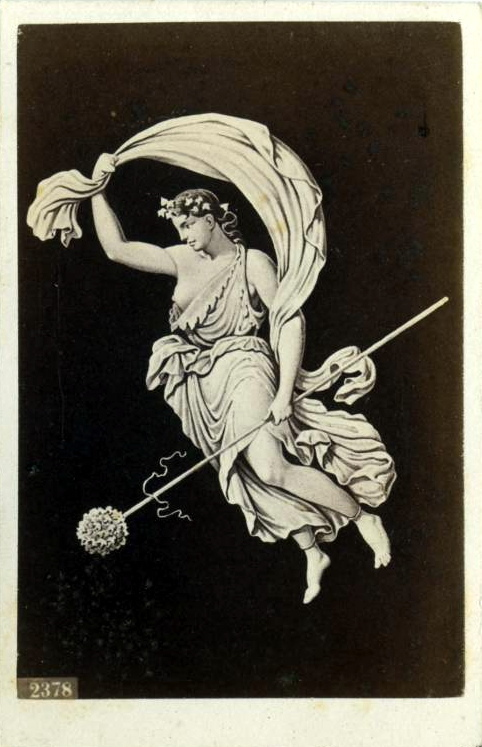
Bakchantka, fotografie fresky z Pompejí
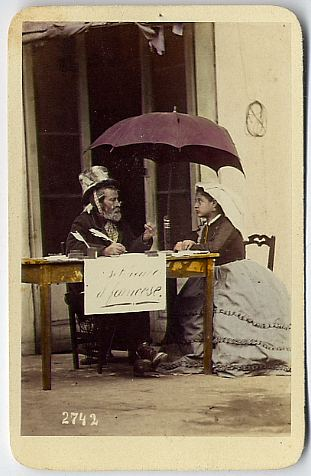
Pouliční písař nebo Překládej do francouzštiny (někdy je za autora považován Carlo Naya, jindy anonym)
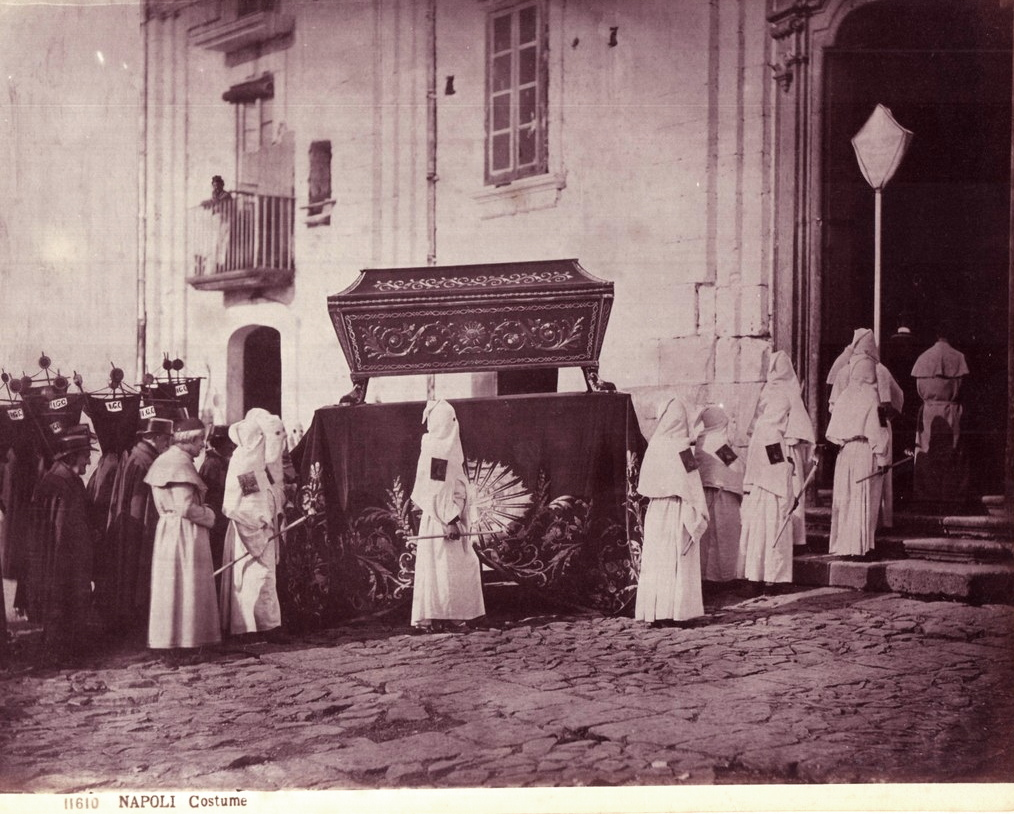
Pohřeb, Neapol
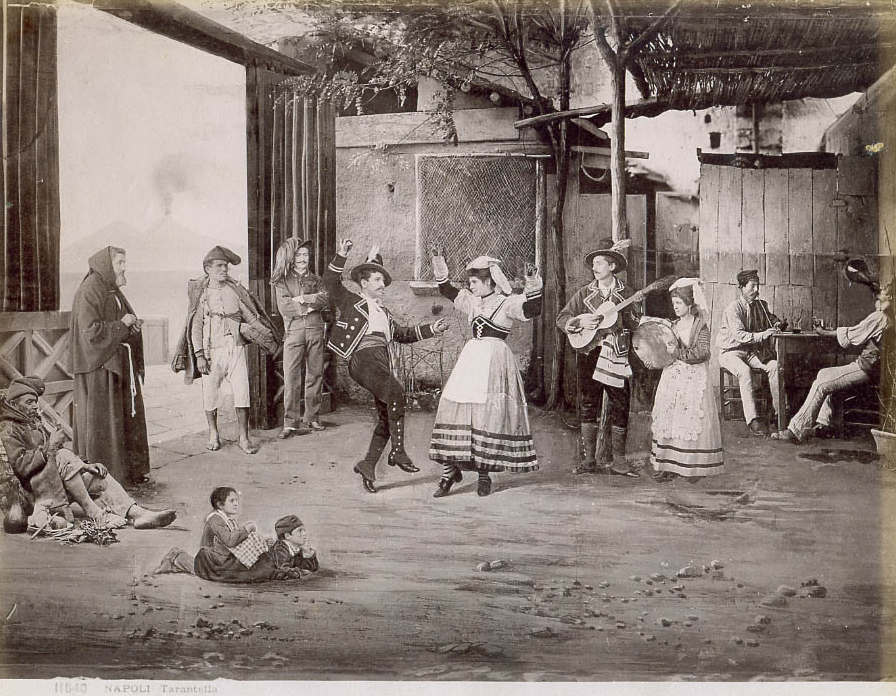
Koláž
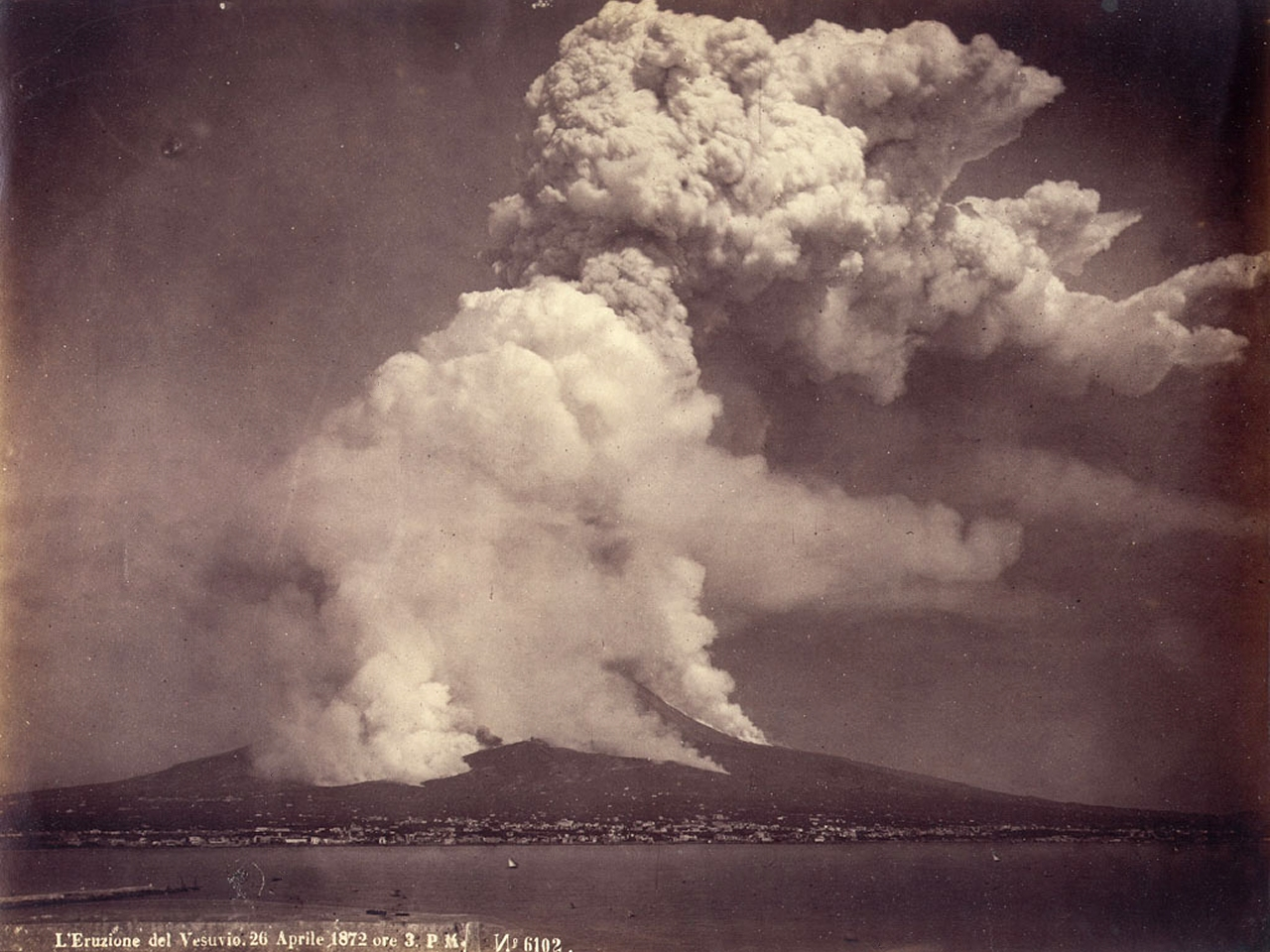
Erupce Vesuvu 26. dubna 1872
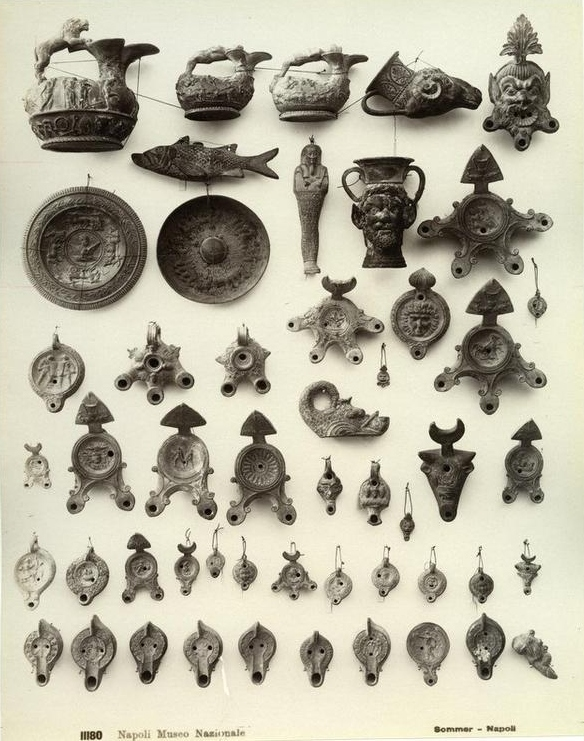
Fotografie sbírek Národního muzea v Neapoli
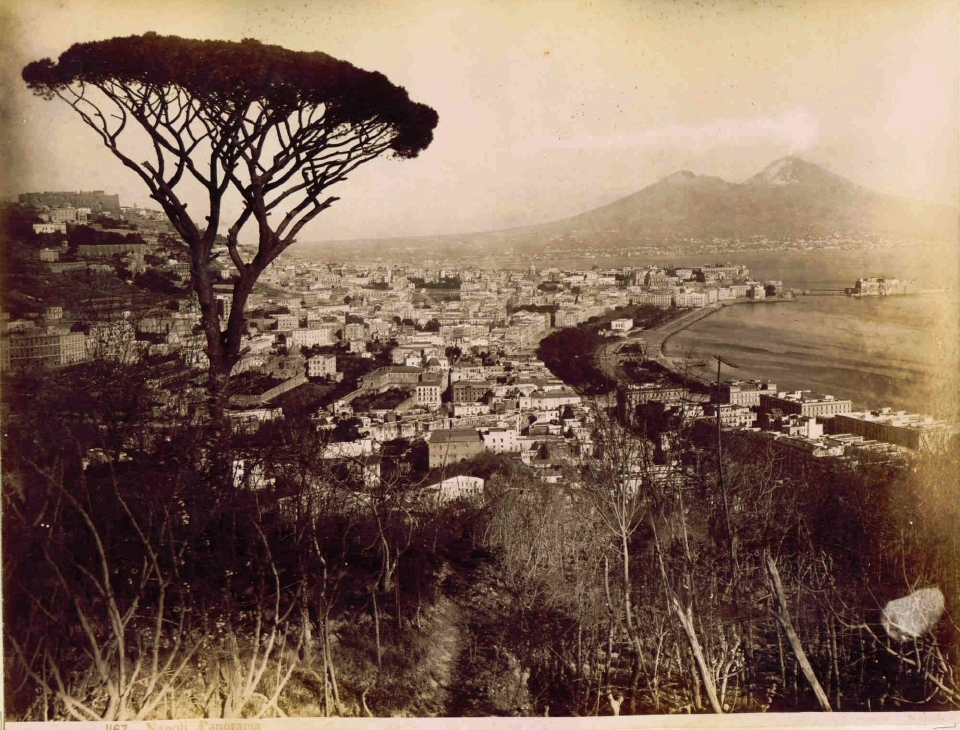
Neapol – Panorama
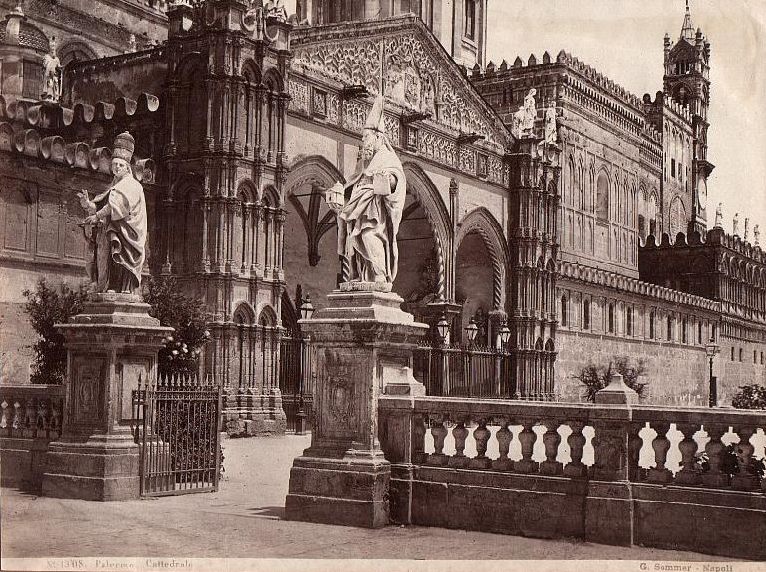
Palermo – katedrála
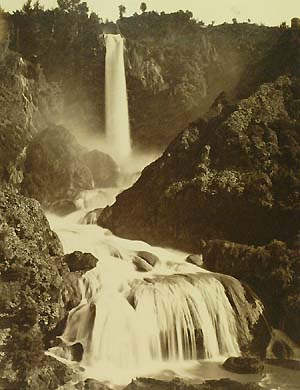
Cascate di Terni
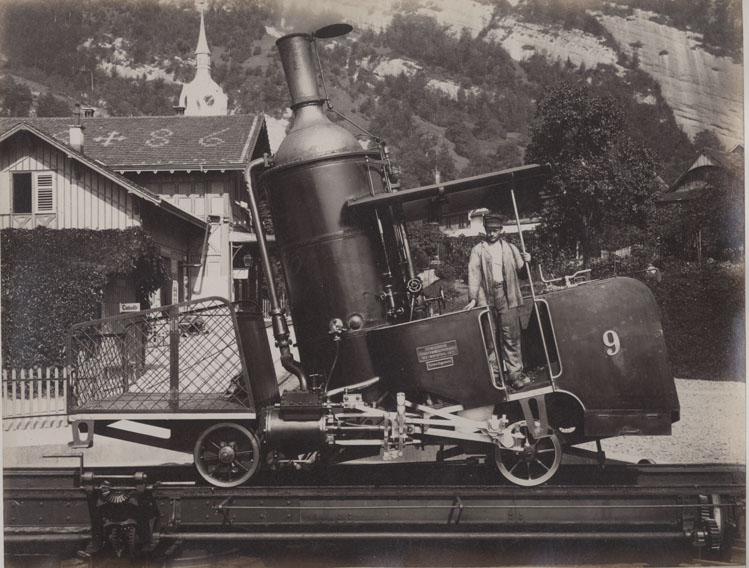
Parní lokomotiva
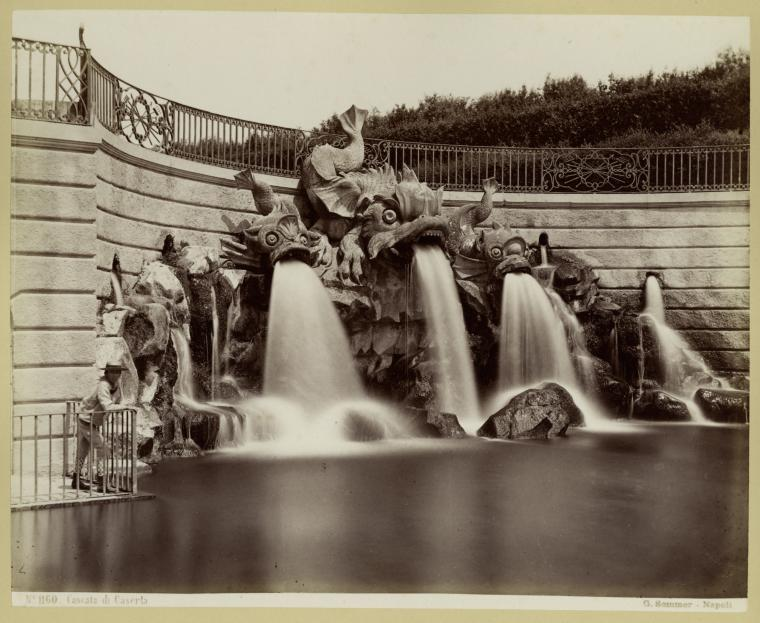
Cascata di Caserta